# Аннакулов, Гульмахмед
Гульмахмед Аннакулов (тадж. Гулмуҳаммад Аннақулов; 1901 год, кишлак Гортеппа, Гиссарское бекство, Бухарский эмират — 1978 год, Орджоникидзеабадский район, Таджикская ССР) — советский колхозник, таджикский партийный и государственный деятель, член Президиума Верховного Совета Таджикской ССР, звеньевой колхоза имени Фрунзе Ленинабадского района Ленинабадской области, Таджикская ССР. Герой Социалистического Труда (1948).

## Биография
Родился в 1901 году в кишлаке Гортеппа Гиссарского бекства (сегодня — Рудакинский район Таджикистана). С 1921 года участвовал в установлении советской власти в городах Яван, Янги-Базар и Рамит Бухарской народной советской республики. Воевал с басмачами, участвовал в колхозном движении. Вступил в ВКП(б). С 1932 года — заведующий отделом Янги-Базарского райкома партии. Был председателем колхоза имени Ленина Кокташского района (1936—1937). С 1937 года — председатель исполкома Кокташского районного Совета народных депутатов. Занимался развитием хлопководства в районе, за что был награждён в 1939 году Орденом «Знак Почёта».
С 1943 года — секретарь Кокташского райкома ВКП(б). За выдающиеся трудовые показатели в Кокташском районе в годы Великой Отечественной войны был награждён в 1946 году Орденом Отечественной войны II степени. С 1945 года — председатель колхоза имени Ленина Кокташского района.
Вывел колхоз в число передовых сельскохозяйственных предприятий Ленинабадской области. В 1947 году колхоз сдал государству в среднем по 93,18 центнеров с каждого гектара на площади 10 гектаров. Указом Президиума Верховного Совета СССР от 1 марта 1948 года удостоен звания Героя Социалистического Труда за «получение высоких урожаев хлопка при выполнении колхозами обязательных поставок и натуроплаты за работу МТС в 1947 году и обеспеченности семенами зерновых культур для весеннего сева 1948 года» с вручением ордена Ленина и золотой медали «Серп и Молот».
Возглавлял колхоз до 1951 года. В последующие годы — председатель Кокташского районного потребсоюза. С 1953 года — председатель колхоза имени Андреева Джиликульского района. С 1958 года до выхода на пенсию — заместитель председателя, секретарь партийной организации колхоза имени Тельмана Орджоникидзеабадского района.
Избирался депутатом Верховного Совета Таджикской ССР 1-го созыва (1938) и членом Президиума Верховного Совета Таджикской ССР 1-го созыва (1938—1947).
В 1961 году вышел на пенсию. Персональный пенсионер. Проживал в Орджоникидзеабадском районе (сегодня — Вахдатский район). Скончался в 1978 году.
Награды
- Герой Социалистического Труда
- Орден Ленина
- Орден Отечественной войны II степени (29.12.1946)
- Орден «Знак Почёта» (17.10.1939)
- Медаль «За трудовую доблесть» (17.12.1949)
- Мастер хлопка Таджикской ССР (1948)